# CEARTレポート
CEARTレポート（セアートレポート）は、CEART（セアート、国連の合同専門委員会）が2003年11月11日に出した報告書。指導力不足教員の認定制度が日本では2002年1月11日から施行されたが、ILO・ユネスコの合同専門委員会が提出した報告書では、制度上の欠陥が多数あることが指摘されている。
1. 日本では他の国と違って、指導力不足教員を認定する判定委員会の委員が、教育委員会の推薦を受けた人物ばかりであること。専門性の高い教員の指導や能力に関する事項であるのに、教員代表も排除されているのは不可解であること。
2. 現行制度では（指導力不足教員の認定）申請の具体的な内容を認定された教員本人が知ることが難しく、また教員は申請内容について疑いを持っても、そもそも反論する充分な根拠が不明なこと。さらに判定委員会に出席して意見を述べる権利もないため、実効的な反論の機会も保障されていないこと。
3. 都道府県教育委員会が判定委員会の委員名を明らかにしない制度であり、また議事録や会議内容も被判定者自身が請求しても非公開なので、判定にいたる経緯が非常に不透明であること。また非公開とする理由が説得力に欠け、非公開なのは他国に例がないこと。
4. 1966年にユネスコが採択した「教員の地位に関する勧告」では、「教員団体は教育の進歩に大きく寄与しうるものであり、したがって教育政策の決定に関与すべき勢力として認められなければならない」と述べられているが、文部科学省は教員団体との協議に応じず、またほとんどすべての教育委員会も「管理運営事項に関する問題」であるという理由で交渉を拒否したこと。

これらのことから、文部科学省が述べるような現行制度では「教員の地位に関する勧告」の水準を到底満たし得ないと結論づけている｡また指導力不足教員の判定と措置に関する制度が「勧告」の諸規定に合致するよう再検討されるべきことを強く勧告している。さらに「これらのことは地方行政の管理運営事項であり、『勧告』の適用対象外である」という文部科学省の主張を認めることはできないと述べている。